# النادي الإفريقي (ليبيا)
نادي الأفريقي الليبي هو أحد أندية كرة القدم في ليبيا ويقع في مدينة درنة. كان يسمى من قبل نادي اتحاد درنة. النادي كان امتداداً «لجمعية عمر المختار الوطنية». أطلق النادي العديد من الأسماء في كرة القدم الليبية أمثال عوض عون والحارس فرج ادوال والقناص فهيم رقص وفتحي سلطان.
لم يحرز النادي أي لقب ويتواجد حالياً في دوري كرة القدم الليبي الدرجة الثانية، بمسماه الجديد  الدوري اللييي الدرجة الأولى  .

## التاريخ
بدأت فكرة تأسيس النادي الأفريقي بتأسيس منتدى رياضي يجمع شباب المدينة فيه يصقلون مواهبهم، يحتضنهم ويمدهم بكل ما هو مفيد، ومن أبرز الشخصيات التي لعبت دورًا هاماً بتأسيس النادي الإفريقي بدرنة وكونوا أول مجلس إدارة لنادي الأفريقي:
- عمر الزروق - رئيسًا
- الصالحين بن سعود - نائباً
- عاشور غريبيل - عضوًا
- حسين المحجوب - عضوا
- الهواري ساسي - عضوًا

## الملعب
تُلعب مباريات الفريق الأول على ارضية ملعب درنة وهو ملعب كرة قدم يوجد في مدخل المدينة الغربي يتسع لـ 7000 متفرج. في 19 أغسطس 2020، تواصلت أعمال الصيانة والتطوير بملعب درنه، وذلك من أجل تجهيزه لاستقبال المباريات، أعمال الصيانة شملت تعشيب أرضية الملعب بالعشب الصناعي، والذي أصبح جاهزاً، كما أن إدارة نادي الأفريقي تسعى لبناء مدرج للملعب الخاص بنادي الأفريقي الواقع داخل اسوار النادي في منطقة الساحل الشرقي، ومبنى إقامة للرياضيين.

## الانجازات
وفي موسم 1973-1974، كاد الإفريقي أن يحقق الدوري لأول مرة في تاريخه، لكنه حل وصيفًا لأهلي طرابلس، ونجح فهيم وعون في قيادة ناديهم لتجاوز أقوى الأندية بما فيها حامل اللقب نادي الأهلي طرابلس ونادي الاتحاد الليبي ذهاباً واياباً في نفس الموسم، وانهى الأفريقي الدوري برصيد 27 نقطة بفارق ثلاث نقاط عن النادي الأهلي